# København findes ikke
København findes ikke er en dansk spillefilm fra 2022 instrueret af Martin Skovbjerg Jensen.

## Handling
En ung kvinde, Ida, er forsvundet sporløst. I en tom lejlighed i København holdes Sander indespærret. Her lader han sig frivilligt filme og afhøre af to mænd; Idas far og bror. Det viser sig at Ida, længe inden sin forsvinden, levede et tilbagetrukket liv med Sander, isoleret fra samfundet - midt i byen. Men Sander fortæller ikke hele sandheden.